# NTT Docomo Yoyogi-tornet
NTT Docomo Yoyogi-tornet (japanska: NTTドコモ代々木ビル, NTT Docomo Yoyogi biru?) är en skyskrapa i Shibuya i Tokyo i Japan. Med sin takhöjd på 240 meter är det Tokyos tredje högsta byggnad. 2002 installerades ett urverk med urtavla på byggnaden, som då blev det högsta urtornet/klocktornet i världen. 2011 övertog Abraj al-Bayts klocktorn i saudiarabiska Mekka det rekordet.

## Beskrivning
NTT Docomo Yoyogi-tornet ägs av den japanska företagsgruppen NTT Docomo (landets största mobiloperatör). Koncernens huvudkontor är – trots byggnadens namn – inte inhyst där utan i 44-våningsbyggnaden Sannō Park Tower 3 km längre österut, i grannkommunen Chiyoda. Yoyogi-tornet har en viss mängd kontor, men det används till största delen för att hysa teknisk och kommunikationsutrustning för företagets mobiltelefonnät.
Till tioårsjubileet av företagets grundande satte man november 2002 upp en urtavla med en diameter på 15 meter. Uppsättande av uret gjorde byggnaden till det högsta urtornet/klocktornet i världen, då man var högre än Kulturpalatset i Warszawa som satt upp sin urtavla två år tidigare. På tornets övre delar finns också färgade lampor som visar om väderprognoserna utlovar regn eller inte under dagen.
Till viss del används solenergi till att förse byggnaden med elektricitet. Ett sopsorteringssystem ser till att minska mängden sopor och öka återanvändningsgraden. Byggnaden har även en egen reningsanläggning för avloppsvatten, och toaletterna använder regnvatten till sin spolning.
Yoyogi-tornet har ovanför sin urtavla en avsmalnande "spira", där ett antal antenner finns monterade på de olika avsatserna. Spiran och den kvadratiska formgivningen i övrigt gör byggnaden till en modern släkting till tidigare generationers skyskrapor som Chrysler Building och Empire State Building. Yoyogi-tornet har dock inga restauranger eller andra turistattraktioner, och turister tillåts inte komma in i byggnaden.